# رودولف اوتبكا
رودولف اوتبكا (بالتشيكية: Rudolf Otepka)‏ (13 نوفمبر 1973 بزلين في التشيك - ) هو لاعب كرة قدم تشيكي في مركز الوسط. لعب مع بانيك أوسترافا ودوكلا براغ ونادي سيغما أولوموتس و1. FK Drnovice ‏ ونادي بريبرام وFC Zlín ‏ وSK Dynamo České Budějovice ‏.

## روابط خارجية
- رودولف اوتبكا على موقع قاعدة بيانات كرة القدم.إي يو (الإنجليزية)
- رودولف اوتبكا على موقع Soccerway.com (الإنجليزية)